# ديمقراطية شاملة
الديمقراطية الشاملة مشروع يهدف إلى تحقيق ديمقراطية مباشرة؛ وديمقراطية اقتصادية يكون الاقتصاد فيها من دون دولة وغير نقدي ومن دون سوق؛ وإدارة ذاتية (الديمقراطية في المجال الاجتماعي)؛ وديمقراطية بيئية.
ظهر مشروع الديمقراطية الشاملة بشكل نظري -بعيدًا عن المشروع السياسي الذي تقوم عليه حركة الديمقراطية الشاملة- في عمل الفيلسوف يوناني الأصل، السياسي والاقتصادي والناشط والأكاديمي الأسبق، تاكيس فوتوبولوس، في كتابه نحو ديمقراطية شاملة، وطُور من قبله ومن قبل كتاب آخرين في مجلة الديمقراطية والطبيعة وخليفتها المجلة الدولية للديمقراطية الشاملة، وهي مجلة إلكترونية تنشرها الشبكة الدولية للديمقراطية الشاملة. بعبارة أخرى، المشروع النظري للديمقراطية الشاملة هو مشروع ناشئ في الفلسفة السياسية حول التغيير الاجتماعي (مثل الماركسية ومشروع البيئة الاجتماعية ومشروع الاستقلال الذاتي ومشروع الديمقراطية الشاملة). من ناحية أخرى، المشروع السياسي للديمقراطية الشاملة (مثل أي مشروع سياسي للتحرر الاجتماعي) هو مشروع ناشئ في تاريخ النضال الاجتماعي (مثل الحركة الاشتراكية، والحركة الماركسية الاستقلالية، والحركة الديمقراطية الكلاسيكية أو المباشرة).
وفقًا لأران غاير، يقدم كتاب نحو ديمقراطية شاملة «تفسيرًا جديدًا قويًا للتاريخ والديناميكيات المدمرة للسوق ويوفر رؤية جديدة ملهمة للمستقبل بدلًا من النيوليبرالية والأشكال الحالية للاشتراكية». يقول ديفيد فريمان إن منهج فوتوبولوس في هذا الكتاب «ليس لاسلطويًا بشكل علني، ولكن يبدو أن اللاسلطوية هي الفئة الرسمية التي يعمل ضمنها، نظرًا لالتزامه بالديمقراطية المباشرة والبلدية التحررية وإلغاء الدولة والمال واقتصاد السوق».

## مفهوم الديمقراطية الشاملة
يصف فوتوبولوس الديمقراطية الشاملة بأنها «مفهوم جديد للديمقراطية، مستخدمًا التعريف الكلاسيكي لها كنقطة انطلاق، ويعبر عن الديمقراطية من حيث الديمقراطية السياسية المباشرة، والديمقراطية الاقتصادية (خارج حدود اقتصاد السوق وتخطيط الدولة)، بالإضافة إلى الديمقراطية في المجال الاجتماعي والديمقراطية البيئية. باختصار، الديمقراطية الشاملة هي شكل من أشكال التنظيم الاجتماعي الذي يعيد دمج المجتمع مع الاقتصاد والسياسة والطبيعة. يُشتق مفهوم الديمقراطية الشاملة من تركيب اثنين من التقاليد التاريخية الرئيسية، الديمقراطية الكلاسيكية والاشتراكية، رغم أنها تشمل أيضًا الحركات الراديكالية الخضراء والنسوية والتحريرية في الجنوب».
نقطة انطلاق مشروع الديمقراطية الشاملة هي أن العالم، في بداية الألفية الجديدة، يواجه أزمة متعددة الأبعاد (اقتصادية وبيئية واجتماعية وثقافية وسياسية)، والتي يتضح أنها ناتجة عن تركز السلطة في يد النخب المختلفة. ينتج ذلك عن إنشاء نظام اقتصاد السوق (بالمعنى البولاني) في القرون القليلة الماضية، والتمثيل الديمقراطي، والأشكال ذات الصلة من الهيكل الهرمي. لذلك، لا يُنظر إلى الديمقراطية الشاملة على أنها مجرد فكرة طوباوية، ولكن تُعتبر السبيل الوحيد للخروج من الأزمة، على أساس التوزيع المتساوي للسلطة على جميع المستويات.
في هذا المفهوم للديمقراطية، لا يشمل المجال العام فقط المجال السياسي، كما هو معتاد في الممارسة الجمهورية أو المشروع الديمقراطي، بل يشمل أيضًا المجالات الاقتصادية و«الاجتماعية» والبيئية. المجال السياسي هو مجال صنع القرار السياسي، وهو المجال الذي تُمارس فيه السلطة السياسية. المجال الاقتصادي هو مجال صنع القرار الاقتصادي، وهو المجال الذي تُمارس فيه القوة الاقتصادية فيما يتعلق بالخيارات الاقتصادية الواسعة التي يجب أن تتخذها مجتمعات الندرة. المجال الاجتماعي هو مجال صنع القرار في مكان العمل ومكان التعليم وأي مؤسسة اقتصادية أو ثقافية أخرى والتي تشكل عنصًرا مكونًا لمجتمع ديمقراطي. يمكن توسيع المجال العام ليشمل «المجال البيئي»، الذي يمكن تعريفه على أنه مجال العلاقات بين المجتمع والطبيعة. لذلك، يشمل المجال العام، على عكس المجال الخاص، أي مجال من مجالات النشاط البشري الذي يمكن فيه اتخاذ القرارات بشكل جماعي وديمقراطي.
وفقًا لهذه المجالات الأربعة، قد نميز بين أربعة عناصر رئيسية للديمقراطية الشاملة: السياسية والاقتصادية و«الديمقراطية في المجال الاجتماعي» والبيئية. تشكل العناصر الثلاثة الأولى الإطار المؤسسي الذي يهدف إلى التوزيع المتساوي للسلطة السياسية والاقتصادية والاجتماعية على التوالي. بهذا المعنى، تحدد هذه العناصر نظامًا يهدف إلى القضاء الفعال على هيمنة الإنسان على الإنسان. وبالمثل، تُعرّف الديمقراطية البيئية على أنها الإطار المؤسسي الذي يهدف إلى القضاء على أي محاولة إنسانية للسيطرة على العالم الطبيعي، وبعبارة أخرى، النظام، الذي يهدف إلى إعادة دمج البشر والطبيعة.

## إطار مؤسسسي

### الديمقراطية السياسية أو المباشرة
ينطوي الشرط الضروري لتأسيس ديمقراطية سياسية على إنشاء مؤسسات مناسبة تضمن التوزيع المتساوي للسلطة السياسية بين جميع المواطنين. تُتخذ جميع القرارات السياسية (بما في ذلك تلك المتعلقة بصياغة وتنفيذ القوانين) من قبل هيئة المواطنين بشكل جماعي وبدون تمثيل. تتكون هيئة المواطنين في منطقة جغرافية معينة من جميع المقيمين فيها وتجاوزوا سن النضج المعين بغض النظر عن جنسهم أو عرقهم أو هويتهم الثقافية. يجب تحديد سن النضج من قبل هيئة المواطنين نفسها.
يشير الشرط الكافي لإعادة إنتاج الديمقراطية السياسية إلى مستوى الوعي الديمقراطي لدى المواطنين، وكما يشير ديفيد غابارد وكارين أبليتون، «تقع مسؤولية تنمية الوعي الديمقراطي المطلوب لهذا المفهوم عن المواطنة على عاتق البايديا» والتي لا تنطوي فقط على التعليم بل وتطوير الشخصية والمعرفة والمهارات الشاملة، أي تعليم الفرد كمواطن، والذي وحده يمكنه أن يعطي محتوىً جوهريًا للمساحة العامة. يُعد هذا الأمر ضروريًا لأن الديمقراطية لا يمكن أن تقوم إلا على الاختيار الواعي للمواطنين للاستقلال الفردي والجماعي. بالتالي لا يمكن أن تكون نتيجة أي «قوانين» أو اتجاهات اجتماعية أو اقتصادية أو طبيعية تؤدي جدليًا إليها، ناهيك عن أي عقائد ومفاهيم إلهية أو صوفية. بهذا المعنى، لا يلبي التمثيل الديمقراطي ولا الديمقراطية السوفيتية شروط الديمقراطية السياسية، وهي ببساطة أشكال من سياسات حكم الأقلية، التي تتركز السلطة السياسية فيها ضمن أيدي النخب المختلفة، أي السياسيين المحترفين والبيروقراطيين الحزبيين على التوالي.
تُعد الوحدة الأساسية لصنع القرار في الديمقراطية الشاملة هي الجماعات الشعبية، أي هيئة المواطنين في منطقة جغرافية معينة قد تشمل بلدة والقرى المجاورة لها، أو حتى أحياء المدن الكبيرة. وهذا قريب جدًا من مفهوم «القرية الحضرية» الذي اقترحه أنصار اقتصاديات تراجع النمو. لكن وبصرف النظر عن القرارات المحلية، يجب اتخاذ العديد من القرارات المهمة على المستوى الإقليمي أو الكونفدرالي. لهذا السبب، كما يلاحظ سيرج لاتوش، هدف الديمقراطية الشاملة «يفترض وجود كونفدرالية شعبية» مكونة من وحدات صغيرة متجانسة تضم نحو 30 ألف شخص. لذلك، يمكن للديمقراطية الشاملة اليوم أن تأخذ شكل ديمقراطية كونفدرالية فقط تقوم على شبكة من المجالس الإدارية التي يُنتخب أعضاؤها أو مندوبيها من التجمعات الشعبية في مختلف الشعوب. بالتالي، يكون دورهم إداريًا وعمليًا بحتًا، وليس لهم دور صنع السياسات مثل دور الممثلين في التمثيل الديمقراطي.